# Nogueira de Ramuín
Nogueira de Ramuín – gmina w Hiszpanii, w prowincji Ourense, w Galicji, o powierzchni 98,31 km². W 2011 roku gmina liczyła 2336 mieszkańców.